# Цифен
Цифен (нем. Ziefen) — коммуна в Швейцарии, в кантоне Базель-Ланд. 
Входит в состав округа Листаль. Население составляет 1569 человек (на 31 декабря 2017 года). Официальный код  —  2834.